# Alvin E. Roth

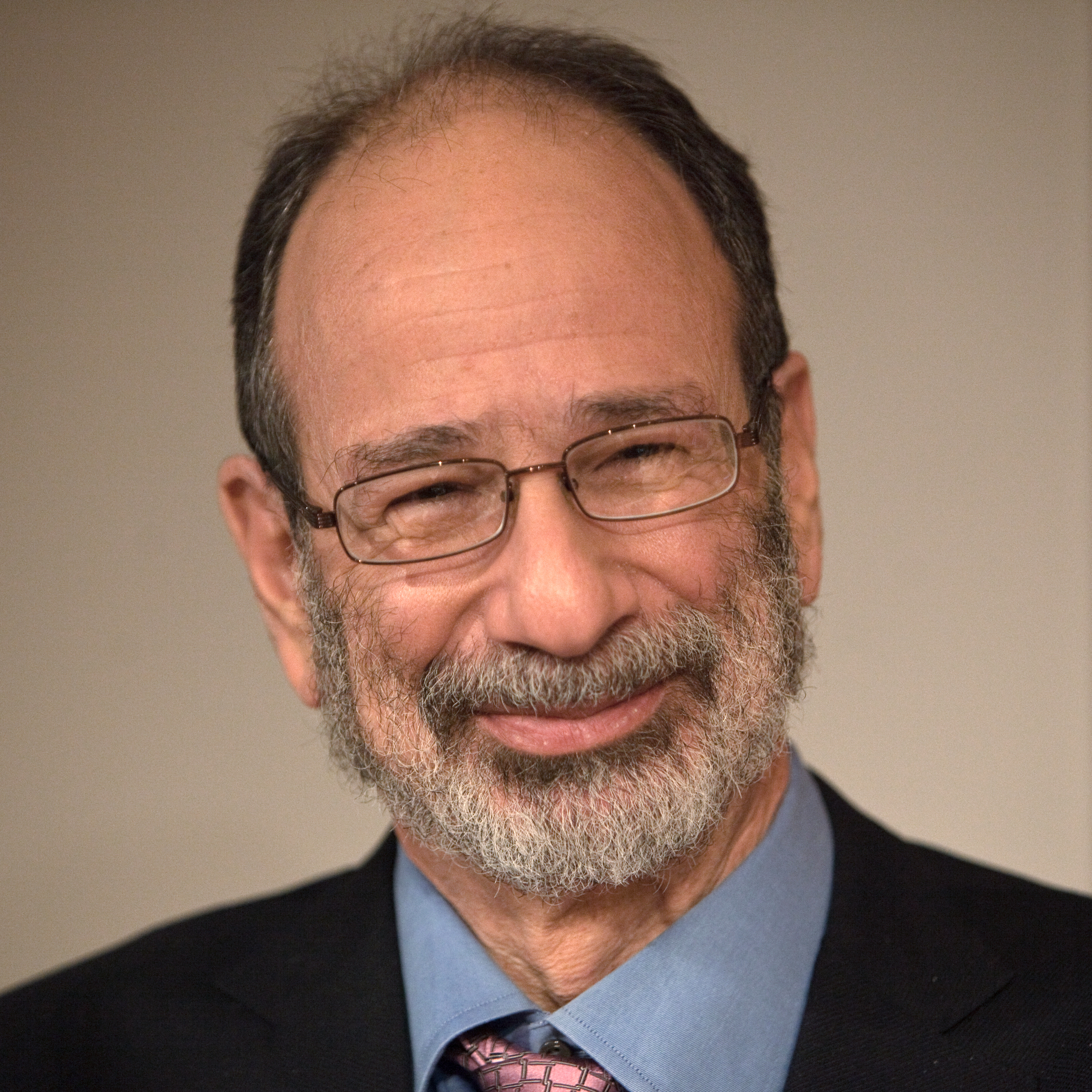
Alvin Roth (2012)

Alvin Eliot Roth (* 18. Dezember 1951 in New York City) ist ein US-amerikanischer Wirtschaftswissenschaftler und war Professor für Volkswirtschaftslehre und Betriebswirtschaftslehre an der Harvard University und seit Mitte 2012 an der Stanford University. Er forscht zu Spieltheorie, experimenteller Ökonomie und Marktstrukturen. Im Jahr 2012 wurde ihm gemeinsam mit Lloyd S. Shapley der Wirtschaftsnobelpreis zuerkannt.

## Leben
Alvin Roth machte seinen Bachelor in Operations Research an der Columbia University 1971 und erwarb seinen Ph.D. in Operations Research 1974 an der Stanford University. Er arbeitete danach bis 1982 an der University of Illinois. Die erste Professur für Volkswirtschaftslehre trat er 1983 an der University of Pittsburgh an. Diesen Lehrstuhl, der 1985 um einen für Betriebswirtschaftslehre ergänzt wurde, hatte er bis 1998 inne, um dann nach Harvard und schließlich 2012 nach Stanford zu wechseln. Gastprofessuren hatte der Ökonom in Haifa 1986, Tel Aviv 1995 und Jerusalem 1995/1996 inne.
Seit 2021 gehört er der Jury für den mit 500.000 Euro dotierten Wissenschaftspreis Einstein Foundation Award der Berliner Einstein-Stiftung an.

## Preise und Ehrungen
- 1984: Alfred P. Sloan Research Fellowship
- 1990: Frederick-W.-Lanchester-Preis[3]
- 1998: Mitglied der American Academy of Arts and Sciences
- 2012: Alfred-Nobel-Gedächtnispreis für Wirtschaftswissenschaften (gemeinsam mit Lloyd S. Shapley)
- 2013: Mitglied der National Academy of Sciences
- 2017: Präsident der American Economic Association

## Werke
- mit John H. Kagel: Handbook of Experimental Economics. Princeton University Press, 1997.
- The Shapley Value: Essays in Honor of Lloyd S. Shapley. Cambridge University Press, 1988.
- Game-Theoretic Models of Bargaining. Cambridge University Press, 1985.